# Hans Georg Kirchhoff
Hans Georg Kirchhoff (* 7. Juni 1930 in Rommerskirchen; † 6. Juli 2021) war ein deutscher Historiker und Geschichtsdidaktiker. Er war Professor für Geschichte und ihre Didaktik zunächst an der Pädagogischen Hochschule Ruhr und dann an der Technischen Universität Dortmund. Einer seiner Forschungsschwerpunkte lag in der Landesgeschichte.

## Leben
Kirchhoff studierte an der Universität zu Köln die Fächer Geschichte und Deutsch, wo er 1955 mit der Arbeit „Zur deutschsprachigen Urkunde des dreizehnten Jahrhunderts“ promoviert wurde. Nach einigen Jahren im Hochschuldienst wurde er 1966 Professor an der Universität Dortmund für Landesgeschichte und Didaktik, wo er auch bis zu seiner Emeritierung tätig war. 1975 bis 1979 und nochmals 1983 bis 1985 war Kirchhoff Vorsitzender der Konferenz für Geschichtsdidaktik.
Eine Würdigung sowie ein Porträt finden sich in dem Band „Aus Mittelalter und Neuzeit“ (1995), der anlässlich seines 65. Geburtstags erschien. 2006 veröffentlichte er in der Reihe „Beiträge zur Geschichte der Stadt Grevenbroich“ die von ihm in Zusammenarbeit mit dem Archäologen Jost Auler verfasste Stadtgeschichte Grevenbroichs.
Der wissenschaftliche Vorlass von Hans Georg Kirchhoff befindet sich im Universitätsarchiv Dortmund.

## Privates
Hans Georg Kirchhoff war von 1955 bis zu ihrem Tod mit Carla Kirchhoff, geb. Wildenhof, (1931–2019) verheiratet und hatte mit ihr die drei Söhne Guido (* 1957), Felix (* 1959) und Stefan (* 1962).